# Duché d'Oldenbourg
1774–1829
Entités précédentes :
- Comté d'Oldenbourg

Entités suivantes :
- Grand-duché d'Oldenbourg

Le duché d'Oldenbourg (en allemand : Herzogtum Oldenburg) est un ancien État membre du Saint-Empire romain germanique, puis de la confédération du Rhin et de la Confédération germanique.
Nommé d'après sa capitale, Oldenbourg, il existe de 1774 à 1829, hormis pour la période 1810-1815, où il est annexé au Premier Empire. La majeure partie de son territoire est située près de l'embouchure de la Weser.

## Géographie
Le duché d'Oldenbourg comprend :
- le comté d'Oldenbourg (en allemand : Grafschaft Oldenburg) ;
- le comté de Delmenhorst (en allemand : Grafschaft Delmenhorst) ;
- la partie oldenbourgeoise de l'ancienne principauté épiscopale de Münster (en allemand : Hochstift Münster) ;
- l'ancien bailliage hanovrien de Wideshausen (en allemand : Amt Wideshausen) ;
- la seigneurie de Jever (en allemand : Herrschaft Jever) ;
- la seigneurie de Varel (en allemand : Herrschaft Varel) ;
- la seigneurie de Kniphausen (en allemand : Herrschaft Kniphausen).

## Histoire
Le comté d'Oldenbourg, sous administration danoise depuis 1667 (à la mort du comte Antoine-Gonthier), est cédé à la Russie en 1773 en échange du duché de Holstein-Gottorp, par le traité de Tsarskoïe Selo. Paul de Russie (alias Paul de Holstein-Gottorp-Romanov) attribue l'Oldenbourg en 1774 à son arrière-grand-cousin Frédéric-Auguste de Holstein-Gottorp, qui devient le duc Frédéric-Auguste Ier en 1777. Son fils Guillaume, qui lui succède en 1785, est incapable d'assurer le gouvernement du duché, et c'est son cousin germain Pierre qui assure la régence de 1785 à 1823, avant de lui succèder de 1823 à sa mort en 1829.
Le recès d'Empire de 1803 attribue à l’Oldenbourg la principauté épiscopale de Lübeck et un territoire frontalier comprenant les bailliages de Wildeshausen, Cloppenburg et Vechta (l'Oldenburger Münsterland) appartenant précédemment à la principauté épiscopale de Münster. Cette attribution, qui vise à compenser la perte de lucratifs droits de douane prélevés jusque-là à Elsfleth, à l'embouchure de la Weser, qui doivent être abolis (et le seront effectivement en 1820), complique un peu la situation du duché en adjoignant les territoires catholiques de Cloppenburg et Vechta à un domaine jusque-là entièrement luthérien, où l'église est d'ailleurs administrée par le prince qui en est le summus episcopus.
Il est annexé à l'empire de Napoléon Ier le 13 décembre 1810, et son territoire est partagé entre les nouveaux départements français des Bouches-du-Weser, de l'Ems-Supérieur, de l'Ems-Oriental et des Bouches-de-l'Elbe, composés également d'autres territoires allemands. Cette annexion est motivée par la politique napoléonienne de renforcement du contrôle de la façade maritime européenne, pour une application stricte du blocus continental. Le duc d'Oldenbourg proteste contre cette annexion et, refusant de recevoir la principauté d'Erfurt en compensation, se réfugie chez son neveu par alliance, l'Empereur russe Alexandre Ier. Cette annexion contribue alors à refroidir un peu plus les relations entre les empires français et russes, alliés depuis le traité de Tilsit en 1807, et contribue à la rupture de 1812 et le début de la Sixième Coalition.
L’un des arrondissements du département des Bouches-du-Weser est l’arrondissement d’Oldenbourg.
Après la défaite de Napoléon à Leipzig, les troupes françaises refluent derrière le Rhin et le duc Guillaume revient à Oldenbourg le 27 novembre 1813. 
Le duché est élevé au rang de grand-duché par le congrès de Vienne, qui attribue en outre à l'Oldenbourg un territoire détaché de l'ancien département de la Sarre autour de la ville de Birkenfeld ; en 1817, ce territoire sera décoré du titre de principauté de Birkenfeld par le duc Guillaume. Ni Guillaume d'Oldenbourg, ni Pierre qui lui succède en 1823, n'assument le titre de grand-duc. Le premier à le prendre est le fils et successeur de Pierre, Auguste, qui monte sur le trône en 1829.

## Liste des ducs d'Oldenbourg
- 1773-1785 : Frédéric-Auguste Ier
- 1785-1823 : Guillaume Ier
- 1823-1829 : Pierre Ier

## Armoiries

Armes du duché d'Oldenbourg.

Les armes du duché d'Oldenbourg se blasonnent ainsi :
- écartelé : 1, d'or à deux fasces de gueules (d'Oldenbourg) ; 2, d'azur, à la croix pattée, au pied fiché d'or (de Delmenhorst) ; 3, d'azur, à la croix pattée et couronnée, au pied fiché d'or (de la principauté de Lübeck) ; 4, échiqueté de gueules et d'argent (de Birkenfeld) ; enté en pointe d'azur, au lion d'or, armé et lampassé de gueules (de Jever).

Elles se composent des blasons suivants :

Comté d'Oldenbourg.
Comté de Delmenhorst.
Principauté de Lübeck.
Seigneurie de Jever.
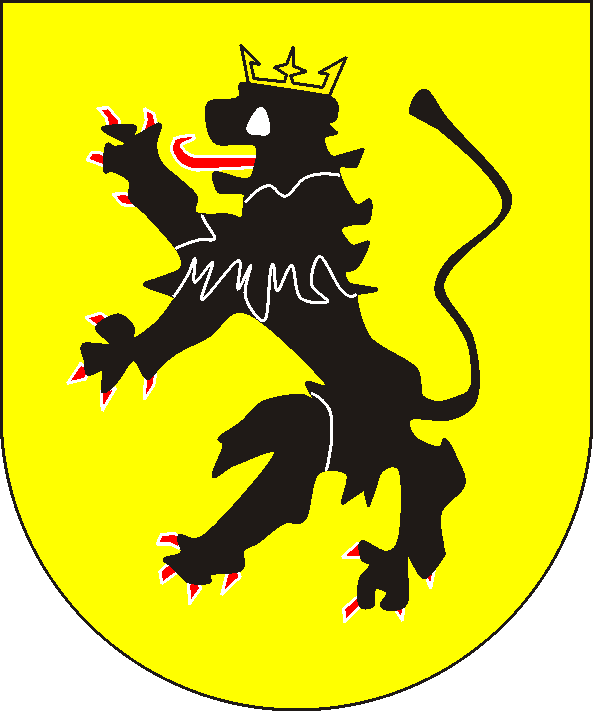
Seigneurie de Kniphausen.